# Felix Kaspar
Felix Kaspar, född 14 januari 1915 i Wien, död 5 december 2003 i Bradenton i Florida, var en österrikisk konståkare.
Kaspar blev olympisk bronsmedaljör i konståkning vid vinterspelen 1936 i Garmisch-Partenkirchen.